# Список призерів чемпіонатів Європи з шосейного бігу
Цей список включає призерів чемпіонатів Європи з шосейного бігу за всі роки їх проведення.

## Чоловіки

### 10 кілометрів

#### Особиста першість
| Чемпіонат | Золото           | Срібло                | Бронза               |
| --------- | ---------------- | --------------------- | -------------------- |
| 2025      | Янн Шрюб Франція | Етьєн Дагінос Франція | Айзек Кімелі Бельгія |

#### Командна першість
| Чемпіонат | Золото                                                                | Срібло                                           | Бронза                                                                                        |
| --------- | --------------------------------------------------------------------- | ------------------------------------------------ | --------------------------------------------------------------------------------------------- |
| 2025      | ФранціяЯнн Шрюб Етьєн Дагінос Фаб'єн Палько Сімон Бедар Баптіст Гійон | ІспаніяХесус Рамос Хуан Антоніо Перес Іліас Фіфа | БельгіяАйзек Кімелі Клеман Дефляндр Арно Делі Сандер Веркаутерен Марко Вандерпортен Ноа Конте |

### Напівмарафон

#### Особиста першість

##### До 2025
До 2025 року, напівмарафон двічі включався замість марафонського бігу до програми основних чемпіонатів Європи в роки проведення літніх Олімпійських ігор.
| Чемпіонат | Золото                    | Срібло                 | Бронза                   |
| --------- | ------------------------- | ---------------------- | ------------------------ |
| 2016      | Тадессе Абрахам Швейцарія | Каан Озбілен Туреччина | Данієле Меуччі Італія    |
| 2024      | Єманеберхан Кріппа Італія | П'єтро Ріва Італія     | Аманаль Петрос Німеччина |

##### Чемпіонат Європи з шосейного бігу
| Чемпіонат | Золото                 | Срібло                       | Бронза                   |
| --------- | ---------------------- | ---------------------------- | ------------------------ |
| 2025      | Джиммі Грессьє Франція | Авет Нфталем Кібраб Норвегія | Валентин Гондуан Франція |

#### Командна першість

##### До 2025
До 2025 року, медалі командної першості в напівмарафоні були розіграні лише одного разу — на чемпіонаті Європи 2024 року.
| Чемпіонат | Золото | Срібло                                                                               | Бронза                                                                                         |
| --------- | --- | ------------------------------------------------------------------------------------ | ---------------------------------------------------------------------------------------------- |
| 2024      | ІталіяЄманеберхан Кріппа П'єтро Ріва Паскуале Сельвароло Ейоб Фаньєль Йоганнес К'яппінеллі Данієле Меуччі | ІзраїльМару Тефері Гашау Аяле Гірмеу Амаре Хаймро Аламе Годадеу Белачеу Тесема Могес | НімеччинаАманаль Петрос Самуель Фітві Філімон Абрахам Ріхард Рінгер Сімон Бох Хендрік Пфайффер |

##### Чемпіонат Європи з шосейного бігу
| Чемпіонат | Золото                                                                | Срібло                                                                                  | Бронза                                                                                    |
| --------- | --------------------------------------------------------------------- | --------------------------------------------------------------------------------------- | ----------------------------------------------------------------------------------------- |
| 2025      | ФранціяДжиммі Грессьє Валентин Гондуан Бастьєн Огусто Рафаель Монтойя | ІспаніяХорхе Бланко Карлос Майо Хав'єр Гуерра Хорхе Гонсалес Нассім Ассаус Пабло Санчес | ІталіяЙоганнес К'яппінеллі Ахмед Ухда Ксав'є Шевріє Паскуале Сельвароло Альберто Мондацці |

### Марафон

#### Особиста першість

##### До 2025
До 2025 року, змагання з марафонського бігу входили до програми основних чемпіонатів Європи, крім 2012 року (коли він не був включений до програми змагань) та 2016 і 2024 років (коли він був замінений змаганнями на напівмарафонській дистанції)
| Чемпіонат | Золото                      | Срібло                        | Бронза                          |
| --------- | --------------------------- | ----------------------------- | ------------------------------- |
| 1934      | Армас Тойвонен Фінляндія    | Торе Енохссон Швеція          | Ауреліо Дженгіні Італія         |
| 1938      | Вяйне Муйнонен Фінляндія    | Сквайр Ярроу Велика Британія  | Генрі Пальме Швеція             |
| 1946      | Мікко Гієтанен Фінляндія    | Вяйне Муйнонен Фінляндія      | Яків Пунько СРСР                |
| 1950      | Джек Голден Велика Британія | Вейкко Карвонен Фінляндія     | Феодосій Ванін СРСР             |
| 1954      | Вейкко Карвонен Фінляндія   | Борис Грішаєв СРСР            | Іван Філін СРСР                 |
| 1958      | Сергій Попов СРСР           | Іван Філін СРСР               | Фредерік Норріс Велика Британія |
| 1962      | Браян Кілбі Велика Британія | Аурел Вандендрісше Бельгія    | Віктор Байков СРСР              |
| 1966      | Джим Хоган Велика Британія  | Аурел Вандендрісше Бельгія    | Дьюла Тот Угорщина              |
| 1969      | Рон Гілл Велика Британія    | Гастон Рулантс Бельгія        | Джим Олдер Велика Британія      |
| 1971      | Карел Лісмон Бельгія        | Тревор Райт Велика Британія   | Рон Гілл Велика Британія        |
| 1974      | Іан Томпсон Велика Британія | Екхард Лессе НДР              | Гастон Рулантс Бельгія          |
| 1978      | Леонід Мосєєв СРСР          | Микола Пензін СРСР            | Карел Лісмон Бельгія            |
| 1982      | Герард Нейбур Нідерланди    | Арман Парментьє Бельгія       | Карел Лісмон Бельгія            |
| 1986      | Джеліндо Бордін Італія      | Армандо Піццолатто Італія     | Герберт Штеффні ФРН             |
| 1990      | Джеліндо Бордін Італія      | Джанні Полі Італія            | Домінік Шовельє Франція         |
| 1994      | Мартін Фіс Іспанія          | Дієго Гарсія Іспанія          | Альберто Хусдадо Іспанія        |
| 1998      | Стефано Бальдіні Італія     | Даніло Гоффі Італія           | Вінченцо Модіка Італія          |
| 2002      | Янне Гольмен Фінляндія      | Павло Лоскутов Естонія        | Хуліо Рей Іспанія               |
| 2006      | Стефано Бальдіні Італія     | Віктор Ретлін Швейцарія       | Хуліо Рей Іспанія               |
| 2010      | Віктор Ретлін Швейцарія     | Хосе Мануель Мартінес Іспанія | Дмитро Сафронов Росія           |
| 2014      | Данієле Меуччі Італія       | Яред Шегумо Польща            | Олексій Реунков Росія           |
| 2018      | Кун Нарт Бельгія            | Тадессе Абрахам Швейцарія     | Яссін Рашик Італія              |
| 2022      | Ріхард Рінгер Німеччина     | Мару Тефері Ізраїль           | Гашау Аяле Ізраїль              |

##### Чемпіонат Європи з шосейного бігу
| Чемпіонат | Золото              | Срібло             | Бронза              |
| --------- | ------------------- | ------------------ | ------------------- |
| 2025      | Іліасс Ауані Італія | Гашау Аяле Ізраїль | Мару Тефері Ізраїль |

#### Командна першість

##### До 2025
До 2025, змагання з марафонського бігу входили до програми основних чемпіонатів Європи, крім 2012 року (коли він не був включений до програми змагань) та 2016 і 2024 (коли він був замінений змаганнями на напівмарафонській дистанції)
| Чемпіонат | Золото                                                             | Срібло                                                                                             | Бронза                                                                     |
| --------- | ------------------------------------------------------------------ | -------------------------------------------------------------------------------------------------- | -------------------------------------------------------------------------- |
| 2022      | ІзраїльМару Тефері Гашау Аяле Їмер Гетахун Гірмеу Амаре Омер Рамон | НімеччинаРіхард Рінгер Аманаль Петрос Йоганнес Мочман Хендрік Пфайффер Константин Ведель Сімон Бох | ІспаніяАяд Ламдассем Хорхе Бланко Данієль Матео Яго Рохо Абделязіз Мерзугі |

##### Чемпіонат Європи з шосейного бігу
| Чемпіонат | Золото                                                                                 | Срібло                                                                                       | Бронза                                           |
| --------- | -------------------------------------------------------------------------------------- | -------------------------------------------------------------------------------------------- | ------------------------------------------------ |
| 2025      | ІзраїльГашау Аяле Мару Тефері Хаймро Аламе Букаяве Маледе Годадеу Белачеу Їтаєу Абухай | БельгіяДор'ян Бульвен Томас де Бок Йохан Зарадцькі Сімон Местдаг Натан Севенуа Йоріс Кеппенс | ТуреччинаІльхам Озбілен Каан Озбілен Гюсеїн Джан |

## Жінки

### 10 кілометрів

#### Особиста першість
| Чемпіонат | Золото                  | Срібло                | Бронза               |
| --------- | ----------------------- | --------------------- | -------------------- |
| 2025      | Надя Баттоклетті Італія | Ева Дітеріх Німеччина | Клара Лукан Словенія |

#### Командна першість
| Чемпіонат | Золото                                                                                               | Срібло                                          | Бронза                                                                |
| --------- | --- | ----------------------------------------------- | --------------------------------------------------------------------- |
| 2025      | ІталіяНадя Баттоклетті Софія Яремчук Валентина Джеметто Еліза Пальмеро Федеріка дель Буоно Гая Коллі | НімеччинаЕва Дітеріх Елена Буркард Ліза Меркель | ФранціяМекдес Вольду Леоні Перйо Од Клав'є Селія Табе Коралін Маамурі |

### Напівмарафон

#### Особиста першість

##### До 2025
До 2025, напівмарафон двічі включався замість марафонського бігу до програми основних чемпіонатів Європи в роки проведення літніх Олімпійських ігор
| Чемпіонат | Золото                     | Срібло                     | Бронза                             |
| --------- | -------------------------- | -------------------------- | ---------------------------------- |
| 2016      | Сара Морейра Португалія    | Вероніка Інглезе Італія    | Джессіка Аугусту Португалія        |
| 2024      | Кароліне Гревдаль Норвегія | Джоан Челімо Меллі Румунія | Каллі Хогер-Такері Велика Британія |

##### Чемпіонат Європи з шосейного бігу
| Чемпіонат | Золото             | Срібло              | Бронза              |
| --------- | ------------------ | ------------------- | ------------------- |
| 2025      | Клое Ерб'є Бельгія | Жульєт Тома Бельгія | Сара Нестола Італія |

#### Командна першість

##### До 2025
До 2025, медалі командної першості в напівмарафоні були розіграні лише одного разу — на чемпіонаті Європи 2024 року.
| Чемпіонат | Золото                                                                    | Срібло                                                                                    | Бронза                                                                                   |
| --------- | ------------------------------------------------------------------------- | ----------------------------------------------------------------------------------------- | ---------------------------------------------------------------------------------------- |
| 2024      | Велика БританіяКаллі Хогер-Такері Еббі Доннеллі Клара Еванс Лорен Мак-Ніл | НімеччинаМелат Кеджета Доменіка Маєр Естер Пфайффер Фаб'єнне Кенгіштайн Катаріна Штайнрук | ІспаніяЛаура Луенго Естер Наваррете Фатіма Уадду Мерічель Солер Лідія Кампо Лаура Мендес |

##### Чемпіонат Європи з шосейного бігу
| Чемпіонат | Золото                                                                             | Срібло                                                  | Бронза                                                |
| --------- | ---------------------------------------------------------------------------------- | ------------------------------------------------------- | ----------------------------------------------------- |
| 2025      | БельгіяКлое Ерб'є Жульєт Тома Вікторія Варпі Амелі Біян Жольєн Дені Малеєва Матейс | ІталіяСара Нестола Ребекка Лонедо Ніколь Светлана Рейна | ІспаніяМерічель Солер Марія Хосе Перес Ікрам Рарсалла |

### Марафон

#### Особиста першість

##### До 2025
До 2025 року, змагання з марафонського бігу входили, починаючи з 1982 року, до програми основних чемпіонатів Європи, крім 2012 року (коли він не був включений до програми змагань) та 2016 і 2024 років (коли він був замінений змаганнями на напівмарафонській дистанції)
| Чемпіонат | Золото                      | Срібло                       | Бронза                      |
| --------- | --------------------------- | ---------------------------- | --------------------------- |
| 1982      | Роза Мота Португалія        | Лаура Фольї Італія           | Інгрід Крістіансен Норвегія |
| 1986      | Роза Мота Португалія        | Лаура Фольї Італія           | Катерина Храменкова СРСР    |
| 1990      | Роза Мота Португалія        | Валентина Єгорова СРСР       | Марія Лелю-Ребело Франція   |
| 1994      | Мануела Машаду Португалія   | Марія Куратоло Італія        | Адріана Барбу Румунія       |
| 1998      | Мануела Машаду Португалія   | Мадіна Біктагірова Росія     | Маура Вічеконте Італія      |
| 2002      | Марія Гвіда Італія          | Лумініта Цайтук Німеччина    | Соня Оберем Німеччина       |
| 2006      | Ульріке Майш Німеччина      | Олівера Євтич Сербія         | Ірина Пермітіна Росія       |
| 2010      | Анна Інчерті Італія         | Тетяна Філонюк Україна       | Ізабелла Андерссон Швеція   |
| 2014      | Крістель Доне Франція       | Валерія Странео Італія       | Джессіка Аугусту Португалія |
| 2018      | Ольга Мазурьонок Білорусь   | Клеманс Кальван Франція      | Єва Врабцова-Нивлтова Чехія |
| 2022      | Александра Лісовська Польща | Матея Парлов Коштро Хорватія | Нінке Брінкман Нідерланди   |

##### Чемпіонат Європи з шосейного бігу
| Чемпіонат | Золото                    | Срібло              | Бронза                |
| --------- | ------------------------- | ------------------- | --------------------- |
| 2025      | Фатіма Уадду Нафі Іспанія | Махіда Маюф Іспанія | Лона Салпетер Ізраїль |

#### Командна першість

##### До 2025
До 2025, змагання з марафонського бігу входили до програми основних чемпіонатів Європи, крім 2012 року (коли він не був включений до програми змагань) та 2016 і 2024 (коли він був замінений змаганнями на напівмарафонській дистанції).
| Чемпіонат | Золото                                                                                   | Срібло                                                     | Бронза                                                 |
| --------- | ---------------------------------------------------------------------------------------- | ---------------------------------------------------------- | ------------------------------------------------------ |
| 2022      | НімеччинаМіріам Даттке Дебора Шенеборн Рабея Шенеборн Катаріна Штайнрук Крістіна Гендель | ІспаніяМарта Галімані Ірене Пелайо Елена Лойо Лаура Мендес | ПольщаАлександра Лісовська Ангеліка Мах Моніка Яцкевич |

##### Чемпіонат Європи з шосейного бігу
| Чемпіонат | Золото                                               | Срібло                                         | Бронза                                                                                         |
| --------- | ---------------------------------------------------- | ---------------------------------------------- | ---------------------------------------------------------------------------------------------- |
| 2025      | ІспаніяФатіма Уадду Нафі Махіда Маюф Естер Наваррете | ІзраїльЛона Салпетер Маор Тіюрі Гелен Вольфсон | БельгіяХанне Вербрюгген Кім Гейпен Амелі Соссез Валентін Маті Ханна Ванденбуше Карен ван Пруєн |